# Focillidia brunnior
Focillidia brunnior là một loài bướm đêm trong họ Erebidae.